# Vetas
Vetas là một khu tự quản thuộc tỉnh Santander, Colombia. Thủ phủ của khu tự quản Vetas đóng tại Vetas Khu tự quản Vetas có diện tích 452 ki lô mét vuông. Đến thời điểm ngày 28 tháng 5 năm 2005, khu tự quản Vetas có dân số 2175 người.